# Битка при Таненберг (1914)
Битката при Таненберг е сражение между силите на Германската империя и Руската империя, разиграло се в края на август 1914 година в околностите на град Аленщайн в хода на руското нашествие в Източна Прусия.
Тя е забележителна с бързото и останало в тайна за руснаците прегрупиране на главните сили на германската 8-а армия по железни и обикновени пътища след претърпения от нея неуспех в битката при Гумбинен, което позволява на немците да разгромят почти напълно руската 2-ра армия.
Макар и провела се на 30 километра на изток от Таненберг, битката получава това наименование по предложение на командващия 8-а армия генерал Паул фон Хинденбург с изцяло пропагандна цел и като възмездие за голямото поражение на Тевтонския орден в състоялата се през 1410 година битка при Таненберг.

## Предистория

### Първи сражения в Източна Прусия
От гледна точка на генералните щабове на враждуващите страни в началото на Първата световна война Източна Прусия е второстепенен театър на военни действия. Така съгласно общия стратегически план на германския генерален щаб за водене на войната, по-голямата част от германската армия се съсредоточава на запад с цел постигане на бърза победа над Франция, докато на изток с отбранителна цел са оставени 11 пехотни и 1 конна дивизия, представляващи малко над десет процента от сухопътните сили. Русия от своя страна съсредоточава главните си сили срещу Австро-Унгария, а за операции срещу Германия предвижда единствено своите 1-ва (Неманска) и 2-ра (Наревска) армия, които формират руския Северозападен фронт. Въпреки това поради поети спрямо съюзниците си ангажименти и поради натиска на френската главна квартира, Русия приема да започне настъпление срещу немските сили в Източна Прусия, преди всичко с цел да се облекчи положението на Франция.
На 17 август 1-ва армия под началството на генерал Павел Рененкампф прекосява границата с Германия и дава начало на руската Източнопруска операция. Още в същия ден частите му са посрещнати от немския 1-ви армейски корпус, чиито командир пренебрегва заповедите на началника на германската 8-а армия генерал-полковник Максимилиан фон Притвиц да не се дават големи сражения и завързва бой с руските части край градчето Щалупьонен. В това сражение германците успяват да постигнат известен тактически успех, като нанасят сериозни загуби на противника си, но въпреки това под тежестта на неговото числено превъзходство и заплахата за собствените им флангове те са принудени да се оттеглят на запад към Гумбинен. Окуражен от този пръв сблъсък командирът на 1-ви армейски корпус успява да предаде оптимизма си и да убеди генерал Притвиц да разпореди нова атака на Неманската армия, но този път с главните сили на 8-а армия, като за прикриване на границата на юг от Наревската армия се оставя само един армейски корпус, подкрепен с ландвер.
На 20 август започва атаката на немските сили по една близо 50-километрова линия от околностите на Гумбинен до тези на Голдап. Пръв в боя влиза 1-ви армейски корпус, който успява да изненада и отхвърли руския десен фланг, като му нанася тежки загуби, но до вечерта преустановява настъплението си. На юг от него, в центъра на немската линия, 17-и армейски корпус прави опит да удари фланга на противостоящите на 1-ви корпус руски сили, но вместо това попада на добре укрепени руски части, препречващи пътя му, и скоро вместо да атакува е принуден да отстъпи в безпорядък и претърпял сериозни загуби под силния руски пехотен и артилерийски огън. Последен атакува немският 1-ви резервен корпус, които също среща упорита съпротива, но до следобед постига тактически успех и принуждава противостоящите му руски сили да се отдръпнат. Така до края на деня германците не успяват да нанесат решително за битката поражение на руската армия и макар да имат известен успех на фланговете, те претърпяват сериозно поражение в центъра си. Генерал Притвиц се намира изправен пред дилемата да продължи боя на следващия ден или да нареди неговото пълно преустановяване. Загубил увереност и силно притеснен от новината за започналото настъпление на руската 2-ра армия, той решава да нареди отстъплението на цялата 8-а армия към река Висла, като съобщава за решението си на германското главно командване.

### Прегрупиране на немските сили
Решението на Притвиц предизвиква широко неодобрение. Началникът на оперативния отдел към щаба на армията, подполковник Макс Хофман, за разлика от командира ѝ е убеден, че руската 2-ра армия е в състояние да достигне Висла преди отстъпващите от Гумбинен немски части и предлага 8-а армия да се справи първо с надвисналата над тила ѝ руска опасност от юг. За целта Хофман предлага 1-ви корпус да бъде възможно най-бързо и тайно превозен чрез железниците до десния фланг на стоящия сам срещу руснаците 20-и корпус, където ще може да атакува левия фланг на 2-ра руска армия, а 1-ви резервен и 17-и корпус да отстъпят от Гумбинен, ако руснаците им позволят, и с бърз марш да се озоват от ляво на 20-и корпус и срещу десния фланг на 2-ра руска армия. С помощта на други щабни офицери Хофман успява да убеди Притвиц да последва този план, но германското главно командване остава неуведомено за промяната в нарежданията и това струва поста на командира на армията. На 21 август той е заменен като командващ 8-а армия от Паул фон Хинденбург, а за нов началник на щаба на армията е назначен Ерих Лудендорф. Двамата започват изпълнението на така начертания план за действие веднага. Контактувайки директно с корпусните командири, Лудендорф потвърждава заповедите на 1-ви армейски корпус, а на 17-и и 1-ви резервен корпус нарежда да си починат на 23 август, докато се установят намеренията на руската 1-ва армия. През този ден в германски ръце попада и директива на руското командване, открита в портфейла на мъртъв руски офицер, от която става ясно общото разпределение и посоките на действие на двете руски армии. От нея се разбира, че за отстъпващите от фронта на 1-ва армия немци няма незабавна опасност и така на двата корпуса е наредено да продължат хода си на югозапад. За да се прикрие тяхното оттегляне пред войските на генерал Рененкампф, е оставена единствено 1-ва конна дивизия, подсилена с ландщурм.
Настъплението на Наревската армия междувременно е силно затруднено от необичайните дори за август жеги, мъчно проходимия терен изпълнен с гори, блата и езера, както и от трудното ѝ снабдяване поради голямата отдалеченост на руските жп линии. Пред корпусите на нахлулата 2-ра армия се изправят немските сили, оставени да прикриват тила на 8-а армия, състоящи се от 20-и армейски корпус и три ландверни бригади – общо 49 батальона, 42 батареи и 18 ескадрона, към които скоро започват да се присъединяват пристигащите от север главни сили.
На 24 август между двете страни се разиграва фронтален бой по линията Орлау-Франкенау, в който немците успяват да задържат настъплението на руснаци за повече от един ден въпреки заплахата за фланговете им. Това печели време за придвижването на немските сили и на следващия ден 20-и корпус започва оттегляне, за да се изравни с пристигащите от лявата му страна 1-ви и 17-и армейски корпус. Генерал Самсонов изтълкува този ход като общо отстъпление и нарежда на силите си да започнат преследване, което разширява фронта на армията му и разстоянието между централните и фланговите корпуси. В хода на действията на 25 август обаче той започва да разбира, че пред себе си има не разстроен и бързо отстъпващ противник, а реорганизиран и готвещ се за настъпление такъв. Това създава у командира на руската 2-ра армия опасения за фланговете му и го принуждава да поиска от командващия Северозападния фронт, чрез специално изпратен офицер, да му бъде разрешено да обърне армията си в западна посока, за да подсигури левия си фланг. Генерал Жилински напълно отхвърля това искане и изрично нарежда продължаване на настъплението към сърцето на Източна Прусия.
Така до утрото на 26 август германците успяват да прегрупират силите си почти необезпокоявани и да пристъпят към окончателно осъществяване на плана си за разбиване на руската Наревска армия.

## Противостоящи сили
За мащабната операция германците могат да разчитат на армия, състояща се от следните сили:
- 1-ви армейски корпус (1-ва и 2-ра пехотна дивизия) на генерал Франсоа – 24 батальона, 32 батареи и 8 ескадрона;
- 20-и армейски корпус (37-а и 41-ва пехотна дивизия) генерал Шолц – 25 батальона, 28 батареи и 8 ескадрона;
- 1-ви резервен корпус (1-ва и 36-а резервна пехотна дивизия) на генерал Белов – 26 батальона, 16 батареи и 6 ескадрона;
- 17-и армейски корпус (35-а и 36-а пехотна дивизия) на генерал Макензен – 24 батальона, 30 батареи и 8 ескадрона;
- 3-та резервна дивизия на генерал-лейтенант Морген – 12 батальона, 7 батареи и 3 ескадрона.

Тези сили са подкрепени от още три ландверни бригади (20-а, 70-а и 6-а), една ерзац бригада и един отделен отряд. Общо на 26 август германците разполагат срещу фронта на Наревската армия със 140 батальона, 139 батареи с 682 оръдия и 45 ескадрона. При отчитане реалната стойност на тези сили обаче трябва да се вземе предвид, че ландверните, ерзац и дори резервните части отстъпват по своята бойна способност и въоръжение на редовните части на армията. В хода на сражението към тези сили се присъединяват 5-а ландверна бригада и 1-ва(фон дер Голц) ландверна дивизия т.е. още 18 батальона, 9 батареи и 5 ескадрона.
Руската 2-ра армия на генерал Александър Самсонов разполага със следните сили при започване на сражението:
- 1-ви армейски корпус (22-ра и 24-та пехотна дивизия) на генерал Артамонов – 24 батальона и 14(?) батареи;
- 23-ти армейски корпус (2-ра пехотна дивизия) на генерал Кондратович – 16 батальона и 8 батареи и 2 ескадрона;
- 15-и армейски корпус (6-а и 8-а пехотна дивизия) на генерал Мартос – 32 батальона, 14 батареи и 6 ескадрона;
- 13-и армейски корпус (1-ва и 36-а пехотна дивизия) на генерал-лейтенант Клюев – 32 батальона, 14 батареи и 4 ескадрона;
- 6-и армейски корпус (4-та и 16-а пехотна дивизия) на генерал Благовещенски – 28 батальона, 14 батареи и 2 ескадрона;
- 1-ва стрелкова бригада и 1 полк от 3-та гвардейска пехотна дивизия – общо 10 батальона;
- 4-та конна дивизия – 18 ескадрона и 2 батареи;
- 6-а конна дивизия – 24 ескадрона и 2 батареи;
- 15-а конна дивизия – 24 ескадрона и 2 батареи;

Общо към 26 август руските сили се състоят от 142 батальона, около 70 батареи с 534 оръдия и 80 ескадрона. Армията не е в пълния си боен състав, защото някои от частите са оставени дълбоко в тила, така например два полка (8 батальона) от 1-ви армейски корпус са оставени във Варшава. По време на сражението към тези сили се присъединяват по един полк от 3-та гвардейска пехотна дивизия и от 16-а пехотна дивизия, т.е. още 8 батальона и 8 оръдия.
От сравнението на силите на двете страни става ясно, че никоя от тях не притежава решително числено превъзходство в пехота, но руснаците имат предимството, че всичките им части са първолинейни, докато около 20% от немските сили се състоят от не толкова боеспособен ландвер. Руската кавалерия също така се ползва със значително числено превъзходство над немската, макар че в предходните сражения тя не се отличава особено. Германците от своя страна могат да разчитат на превъзходството на своята артилерия, особено на големия брой тежки оръдия.

## Ход на битката
В изпълнение желанието на командващия Северозападния фронт щабът на 2-ра армия издава оперативна заповед, с която нарежда на 26 август центърът на армията (23-ти, 13-и и 15-и армейски корпус) да настъпи на север с цел превземането на Аленщайн, докато охраната на левия фланг се поверява на установилите се край градчето Бишофсбург 6-и армейски корпус и 4-та конна дивизия, а охраната на десния фланг съответно на намиращия се край Золтау и Уздау 1-ви армейски корпус. Така издадената заповед прави особено уязвим руския ляв фланг, защото намиращият се там корпус е принуден непрекъснато да удължава и изтънява фронта си, докато се опитва да прикрива фланга на отдалечаващата се на север 2-ра дивизия от 23-ти армейски корпус, макар и да е наредено усилването му с части от 3-та гвардейска пехотна дивизия, 1-ва стрелкова бригада и поставянето на 6-а и 15-а конна дивизия под командването на началника му..
За същия ден Хинденбург планира началото на общото немско настъпление като нарежда на 1-ви армейски корпус и десния фланг на 20-и армейски корпус да атакуват руското ляво крило, намиращо се около и на север от Уздау, докато на 1-ви резервен корпус, 17-и армейски корпус и 6-а ландверна бригада е наредено да атакуват дясното руско крило, състоящо се от изолирания от останалите руски части 6-и армейски корпус, разположен край Бишофсбург.

### Боят при Бишофсбург
В утрото на 26 август части от руския десен фланг завързват ожесточена престрелка с авангардите на настъпващите в тази посока сили на немските 17-и армейски корпус, 1-ви резервен корпус и 6-а ландверна бригада. По същото време командирът на руския 6-и армейски корпус получава нареждане да насочи главните си сили към Аленщайн като остави силни заслони около Бишофсбург, за да прикриват фланга на армията. Не подозирайки, че срещу него настъпват четири и половина немски пехотни дивизии генерал Благовещенски се заема да изпълнява нареждането и пренасочва своята 16-а пехотна дивизия на запад. Генерал Макензен решава да се възползва от численото си превъзходство и от съдействието на генерал Бюлов, за да обходи по фланговете и съкруши останалата сама край Бишофсбург руска 4-та пехотна дивизия. Така в течение на деня тази дивизия се изправя на един 12 километров фронт с полукръгла форма срещу атакуващите я от север немски 35-а и 36-а пехотна дивизия и настъпващите от запад 36-а резервна пехотна дивизия и 6-а ландверна бригада. Постепенно всичките налични 15,5 батальона и 72 оръдия на руската 4-та дивизия са въвлечени в боя срещу немските 42 батальона и 193 оръдия. Това принуждава генерал Благовещенски да нареди на 16-а дивизия да преустанови марша си към Аленщайн и да се върне при Бишофсбург. Към 17 часа дивизията все още се намира на около седем километра от града, когато се получава ново нареждане, изискващо да се остави един полк като корпусен резерв в Бишофсбург, а с останалите сили да се ударят атакуващите немци във фланг. Генерал Благовещенски се надява по този начин да помогне за прекъсване на сражението, но по това време руската 4-та дивизия едва удържа позициите с цената на много тежки жертви и скоро започва да отстъпва. Руският опит за отдръпване от полесражението скоро добива характер на неорганизирано отстъпление на строеви, нестроеви части и обози. На току-що пристигащите 16-а пехотна и 4-та конна дивизия остава само да прикриват оттеглящите се на юг от Бишофсбург руски части. Към 19 часа Макензен нарежда да се продължи преследването на руснаците, но поради настъпилия сумрак и гъстите гори, които войниците му трябва да преминат немците достигат зададените им задачи едва около полунощ.
Загубил боя при Бишофсбург с цената на 5356 излезли от строя на 4-та дивизия и незначителни жертви в 16-а дивизия, руският 6-и армейски корпус е принуден да продължи отстъплението си и на следващия ден, оголвайки по този начин фланга на 2-ра армия и губейки възможността да влияе на изхода на по-голямото сражение.

### Боят на руското ляво крило
Съгласно разпорежданията на командването на 8-а армия, 1-ви армейски корпус трябва да започне своята офанзива към Уздау в 10 часа, след като бъдат превзети височините на северозапад от Зеебен. Генерал Франсоа не се подчинява на заповедта и забавя атаката, като за това свое действие се оправдава със закъснялото превозване към немските позиции на десет от артилерийските батареи на корпуса. При тези обстоятелства той моли щаба на армията да му позволи сам да насрочи час за началото на офанзивата, но от там му е отказано като вместо това е наредено настъплението към Уздау да започне в 12 часа. Въпреки това 1-ви корпус продължава да напредва бавно и превзема предните руски позиции около Зеебен едва в 15 часа, т.е. няколко часа след новия уречен час. Липсата на напредък от 1-ви корпус през този ден все пак помага на немците, доколкото позволява на руснаците да задържат вниманието си в центъра, върху 20-и корпус, и да продължат настъплението си срещу него с главните си сили.
Още вечерта на 26 август генерал Франсоа нарежда започване на главната атака в утрото на следващия ден. На лявофланговата 1-ва пехотна дивизия е заповядано да атакува към Уздау от северозапад, на съседната 2-ра пехотна дивизия да нанесе удар от юг, а на дяснофланговата 5-а ландверна бригада да задържи противостоящия ѝ противник. Тези сили са подкрепени и от специално създадената бригада „Шметов“, състояща се от части на съседния 20-и армейски корпус. Общо германските сили, действащи около Уздау, възлизат на 41 батальона, 15 ескадрона и 222 оръдия. Руският 1-ви армейски корпус, след усилването му с 1-ва стрелкова бригада и лейбгвардейския Литовски полк от 3-та гвардейска дивизия, разполага с 34 батальона, 48 ескадрона и 120 оръдия.
В 4 часа сутринта немската артилерия открива огън по руските позиции около Уздау. Срещу руския десен фланг в атака се понася 1-ва пехотна дивизия, която почти веднага се натъква на силната съпротива на окопаната руска пехота. Завързалият се бой протича с променлив успех, докато части от бригадата „Шметов“ не успяват да застрашат фланга и тила на отбраняващите се. След шест часа на ожесточена съпротива руснаците са принудени тайно да отстъпят от Уздау, за което помагат и некоординираните действия на немците. В същото време настъплението на останалите германски сили не протича толкова успешно. Атаката на 5-а ландверна бригада и 2-ра пехотна дивизия е отбита към 8 – 9 часа от противостоящите им усилени руски части, които дори минават в контраатака и принуждават немците да отстъпят. Въпреки това руските части скоро получават нареждане да започнат отстъпление. Генерал Франсоа от своя страна изпраща в подкрепа на 2-ра пехотна дивизия корпусния резерв, а скоро след като в немски ръце пада и Уздау, със същата задача е натоварена и 1-ва пехотна дивизия. Към 15 часа ариергардът на руския 1-ви корпус, след като е изразходвал боеприпасите си и понесъл тежки загуби, последен започва отстъплението си на юг към Золдау. Руското отстъпление се провежда в пълен безпорядък, по случайно избрани пътища и в резултат основната маса на корпуса се оттегля много по-далеч от предвиденото, като на една нова линия на северозапад от Золдау се закрепват едвам 14 слаби батальона, лишени от боеприпаси и артилерия. Така сражението при Уздау се превръща в оперативна катастрофа за руснаците, защото вследствие на отстъплението на 1-ви корпус пътят към фланговете и тилът на централните руски корпуси се открива напълно за германците.

### Обкръжение и унищожение на главните руски сили
Руските 2-ра пехотна дивизия, 15-и и 13-и армейски корпус, които формират центъра на Наревската армия, са натоварени на 26 август с продължаване на настъплението и разбиване на противника по линията Аленщайн – Остероде.
Към 13 часа през този ден на войските на генерал Клюев е наредено да продължат настъплението си към Аленщайн. 13-и корпус успява да достигне до вечерта поставените му цели, като по време на похода среща много слаба съпротива. Тъй като руските сили преминават през тясното пространство между езерата Ланскер и Грос Плауцигер обаче, те са практически изолирани и в невъзможност да окажат бързо съдействие на съседния от ляво 15-и армейски корпус. Положението на генерал Клюев е допълнително затруднено от пълното отсъствие на телеграфна или радиовръзка с дяснофланговия 6-и руски корпус и трудно осъществяващата се свръзка с 15-и корпус и щаба на 2-ра армия.
Така, докато част от главните руски сили са пратени на поход във второстепенна посока, основната тежест на съпротива на немския 20-и корпус се понася от руския 15-и армейски корпус и 2-ра пехотна дивизия. Силите на генерал Мартос напредват успешно и завземат Хохенщайн, като завързват тежко сражение край Мюлен. 2-ра дивизия напредва в две групи от по една бригада на юг от 15-и корпус, където пази левия му фланг. Нейната 2-ра бригада обаче попада под атаката на превъзхождащи я немски сили и до вечерта е разгромена, като е принудена да отстъпи в безпорядък, което повлича и оттеглянето на цялата дивизия. За ожесточеността на боя свидетелстват жертвите на 7-и Ревалски полк от 2-ра бригада, който дава 2851 убити или ранени офицера и войници т.е. около 75% от състава му. Така отново се поставя в опасност тилът на главните руски сили.
На следващия ден 15-и корпус се престроява с лице на запад към позициите на немския 20-и корпус и провежда редица енергични атаки, които не довеждат до значим за руснаците резултат. Генерал Мартос е принуден да осъществи тези нападения без каквато и да е помощ от 13-и корпус, който в същия 27 август окупира намиращия се в противоположна посока Аленщайн. Това събитие все пак предизвиква известна реакция у щаба на 8-а армия, който нарежда на 1-ви резервен корпус да прекрати преследването на разбития руски 6-и корпус и да се насочи към Аленщайн. От своя страна генерал Самосонов, който все още е в неведение за поражението и на двата фланга на поверената му армия, нарежда през вечерта на 27 август на генерал Клюев на следващия ден да се присъедини с войските си към 15-и корпус и под общото командване на генерал Мартос да предприеме нова атака срещу позиции на немския 20-и корпус. Така изтощените от непрекъснат поход руски войници от 13-и корпус поемат на нов 30-километров марш обратно в посока югозапад. Те дори забелязват наближаващия от запад германски 1-ви резервен корпус, но погрешно го приемат за деснофланговия 6-и корпус. Тези руски маневри и пораженията при Бишофсбург и Уздау окончателно създават предпоставките за обкръжението на главните сили на 2-ра армия.
В утрото на 28 август генерал Самсонов окончателно разбира за разгрома на своите флангови корпуси, но въпреки това не само че не променя заповедите на 15-и и 13-и корпус, но дори решава лично да се присъедини към тях и поеме контрола над операциите им, за което уведомява и началника на руския Северозападен фронт. Веднъж напуснал щабквартирата в Найденбург, генералът губи контрол над отстъпилите и опитващи да се реорганизират 1-ви и 6-и корпус, които все още биха могли да предотвратят обкръжаването на главните руски сили. Хинденбург и Лудендорф от своя страна остават крайно предпазливи и не нареждат на корпуса на генерал Макензен да настъпи веднага в тила на руските сили и да се съедини със силите на фон Франсоа и въпреки че вече предусещат създалата се за тях възможност, те до последно мислят отбранително с оглед възможната намеса на руската 1-ва армия. Фон Франсоа успява до късния следобед на 28 август да завладее Найденбург и да затегне примката около руските сили.
При пристигането си в щаба на 15-и корпус в Надрау генерал Самсонов е запознат с общото положение на руските сили от генерал Мартос и привечер на 28 август нарежда 15-и и 13-и корпус да започнат отстъпление. Положението на руснаците обаче се влошава непрекъснато. Някои части изпадат в паника и се пръскат, а изпратеният към Найденбург генерал Мартос (без да знае, че градът е вече окупиран) попада в немски плен. Опитите на обкръжените войски да си пробият път през горите и немските линии срещат единствено неуспехи. Едва на 29 август началникът на Северозападния фронт генерал Жилински успява да нареди и организира част от руския 1-ви корпус, който се реорганизира край Млава след поражението при Уздау, да настъпи към Найденбург. Без особена организация една смесена пехотна бригада начело с генерал Сирелиус успява да си пробие път през немските линии и да превземе за кратко града на 30 август.
В същия ден, след няколко опита да си пробие път през немските линии, генерал Самсонов слага край на живота си и се самоубива, а командването на остатъците от армията му преминава в ръцете на генерал Клюев, който скоро след това предава себе си и поверените му части на немците.

## Последици

### Загуби
Битката при Таненберг завършва катастрофално за руската Наревска армия. Германците обявяват, че към 31 август вследствие на сражението 92 хил. руски офицери и войници са попаднали в техен плен заедно с 300 – 400 артилерийски оръдия. Сред пленените са и двама корпусни командири и девет други генерали. Според някои руски автори обаче тези числа са в известна степен преувеличени с пропагандна цел като реалният брой на пленниците възлиза на 60 хил. войници и 180 – 190 оръдия. Към списъка на руските загуби се прибавят и още около 30 хил. убити и ранени войници.
Загубите на германската армия в сражението от другата страна възлизат на сравнително скромните десет до петнадесет хиляди убити, ранени и пленени войници.

### Значение за хода на войната
Германската победа при Таненберг, макар и на вид огромна по размери, има най-вече косвен и непряк стратегически ефект върху цялостния ход на военните действия. Германците постигат един по своя характер отбранителен успех, който нанася големи загуби на руснаците, но в никакъв случай не ги засяга решително с оглед огромния човешки и материален ресурс, с който разполага Руската империя. В цялостния контекст на войната битката е и опит на Германия и Русия да подпомогнат косвено съюзниците си на главните театри на военни действия. Така скоростта на руското настъпление подтиква германското върховно командване да оттегли в критичен момент два корпуса от Западния фронт и да ги прати на изток, лишавайки по този начин немските сили от тяхното участие в битката при река Марна. Германците от друга страна твърдят, че са привлекли срещу себе си тридесет и четири руски дивизии (макар и неправилно да включват и тези на руската 9-а армия), оставяйки четиридесет и шест други да действат срещу австро-унгарската армия.
Пропагандният ефект на битката е вероятно най-големият ѝ резултат. Хинденбург предлага тя да бъде кръстена подобно на средновековната битка при Таненберг, като вид възмездие за претърпяното тогава поражение от Тевтонския орден. Сражението също създава у немците впечатлението за една голяма и почти решителна победа, която замаскира случилите се по това време значими неуспехи на германската армия на запад.
В началото на септември 1914 г. германската 8-а армия се оказва свободна да използва идващите от запад подкрепления, за да насочи цялото си внимание към провеждането на решително сражение с единствената останала в Източна Прусия руска армия.